# Rosay-sur-Lieure
Pour les articles homonymes, voir Rosay et Lieure (homonymie).
Rosay-sur-Lieure est une commune française située dans le département de l'Eure, en région Normandie.

## Géographie

### Localisation
Rosay-sur-Lieure est un petit village de 568 habitants, situé dans le Vexin Normand à 110 km de Paris et 35 km de Rouen.
En bordure de la forêt domaniale de Lyons, Rosay est traversée par la Lieure qui prend sa source à 8 km à Lorleau. Cette commune tire son nom du cours d'eau qui l'arrose, affluent de l'Andelle et donc sous-affluent de la Seine.
| Charleval     | Lyons-la-Forêt             | Lyons-la-Forêt |
| Charleval     | Rosay-sur-Lieure           | Touffreville   |
| Ménesqueville | Ménesqueville Touffreville | Touffreville   |

### Hydrographie
La commune est située dans le bassin Seine-Normandie. Elle est drainée par la Lieure, le Fouillebroc et  et un autre petit cours d'eau,.
La Lieure, d'une longueur de 15 km, prend sa source dans la commune de Lorleau et se jette  dans l'Andelle à Fleury-sur-Andelle, après avoir traversé six communes.

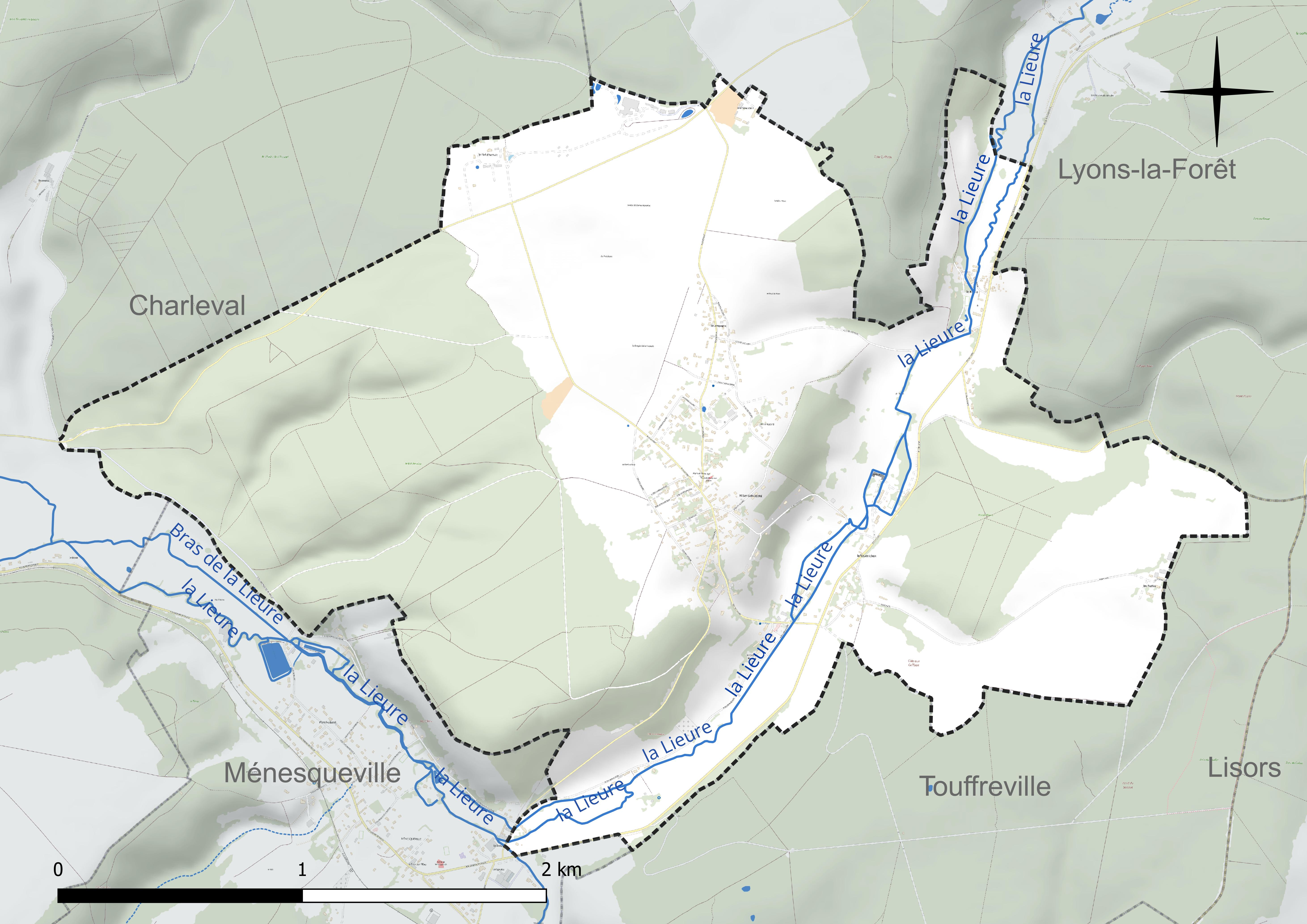
Réseau hydrographique de Rosay-sur-Lieure.

### Climat
Pour des articles plus généraux, voir Climat de la Normandie et Climat de l'Eure.
En 2010, le climat de la commune est de type climat océanique dégradé des plaines du Centre et du Nord, selon une étude du CNRS s'appuyant sur une série de données couvrant la période 1971-2000. En 2020, Météo-France publie une typologie des climats de la France métropolitaine dans laquelle la commune est exposée à un climat océanique et est dans la région climatique  Côtes de la Manche orientale, caractérisée par un faible ensoleillement (1 550 h/an) ; forte humidité de l’air (plus de 20 h/jour avec humidité relative > 80 % en hiver), vents forts fréquents. Parallèlement le GIEC normand, un groupe régional d’experts sur le climat, différencie quant à lui, dans une étude de 2020, trois grands types de climats pour la région Normandie, nuancés à une échelle plus fine par les facteurs géographiques locaux. La commune est, selon ce zonage, exposée à un « climat des plateaux abrités », correspondant aux plaines agricoles de l’Eure, avec une pluviométrie beaucoup plus faible que dans la plaine de Caen en raison du double effet d’abri provoqué par les collines du Bocage normand et par celles qui s’étendent sur un axe du Pays d'Auge au Perche.
Pour la période 1971-2000, la température annuelle moyenne est de 10,5 °C, avec une amplitude thermique annuelle de 14,1 °C. Le cumul annuel moyen de précipitations est de 768 mm, avec 12,1 jours de précipitations en janvier et 7,9 jours en juillet. Pour la période 1991-2020, la température moyenne annuelle observée sur la station météorologique la plus proche, située sur la commune d'Étrépagny à 15 km à vol d'oiseau, est de 11,3 °C et le cumul annuel moyen de précipitations est de 774,0 mm,. Pour l'avenir, les paramètres climatiques de la commune estimés pour 2050 selon différents scénarios d’émission de gaz à effet de serre sont consultables sur un site dédié publié par Météo-France en novembre 2022.

## Urbanisme

### Typologie
Au 1er janvier 2024, Rosay-sur-Lieure est catégorisée commune rurale à habitat dispersé, selon la nouvelle grille communale de densité à 7 niveaux définie par l'Insee en 2022.
Elle est située hors unité urbaine et hors attraction des villes,.

### Occupation des sols
L'occupation des sols de la commune, telle qu'elle ressort de la base de données européenne d’occupation biophysique des sols Corine Land Cover (CLC), est marquée par l'importance des territoires agricoles (50,8 % en 2018), en diminution par rapport à 1990 (54,7 %). La répartition détaillée en 2018 est la suivante :
forêts (40,7 %), terres arables (28,7 %), zones agricoles hétérogènes (13,9 %), prairies (8,2 %), zones urbanisées (5,3 %), espaces verts artificialisés, non agricoles (3,2 %). L'évolution de l’occupation des sols de la commune et de ses infrastructures peut être observée sur les différentes représentations cartographiques du territoire : la carte de Cassini (XVIIIe siècle), la carte d'état-major (1820-1866) et les cartes ou photos aériennes de l'IGN pour la période actuelle (1950 à aujourd'hui).

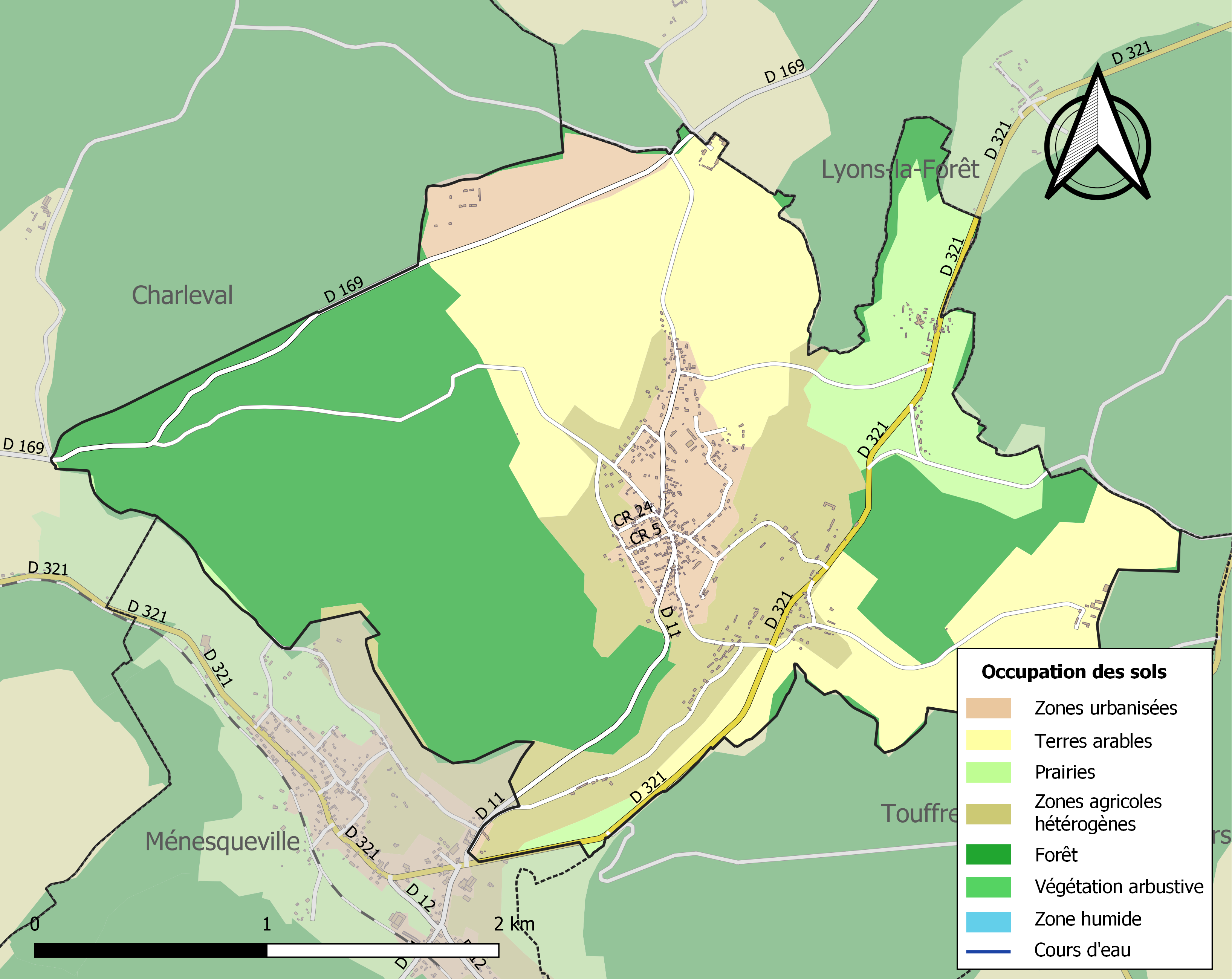
Carte des infrastructures et de l'occupation des sols de la commune en 2018 (CLC).

## Toponymie
Le nom de la commune est attesté sous les formes latinisées Roseium (charte de Roger de Rosay) et Roseyum en 1218, Rosetum in Leonibus, puis Rosoy en Lyons en 1308 (charte de Philippe le Bel), Rozay en 1469 (monstre), Rosai- en-Lions en 1828 (Louis Du Bois).
Ce toponyme est issu d'un gallo-roman *RAUSETU « lieu où il y a des roseaux » comme en témoigne d'ailleurs la forme archaïque de Rosay (Seine-Maritime, Rausedo en 750-775), le [t] est passé à [d] (lénition), avant son amuïssement complet caractéristique de l'ancien français. L'ancien français avait aussi rosoi, rosei « lieu où il y a des roseaux », c'est-à-dire « roselière », qui procède du même terme gallo-roman.
En ancien français ros signifiait « roseau », le mot rosel était un diminutif, encore attesté dans certains dialectes (d'où le dérivé roselière), devenu roseau en français central. C'est un mot issu du vieux bas francique *raus(a), apparenté à l'allemand Rohr (cf. Schilfrohr « roseau, phragmite »). Le suffixe gallo-roman -ETU (latinisé en -etum dans les textes rédigés en latin médiéval) servait à dériver des noms de végétaux pour indiquer « un ensemble de végétaux appartenant à la même espèce », d'où les finales -ey, -ay, -oy. Les formes -ey, -ay sont plutôt propres à l'ouest de le France, tandis que celle en -oy plutôt caractéristique du nord et de l'est. Ainsi les différents Rosay sont-ils homonymes des différents Rosoy .
Le suffixe -ETU est encore productif aujourd'hui sous une forme féminine issue de -ETA > -aie, d'où chênaie, hêtraie, roseraie, etc.
Il est cependant impossible de déterminer, étant donné le caractère tardif de l'attestation, de quelle époque date cette formation toponymique, c'est-à-dire si elle remonte au stade du gallo-roman (avant le IXe siècle) ou de l'ancien français (entre le IXe siècle et le XIIIe siècle).
Un rapprochement avec le nom de la rose n'est pas justifié, bien que cette fleur apparaisse sur la plupart des blasons des communes de type Rosay, Rosoy. Outre les mentions les plus anciennes du type Rausedo et le fait que le terme d'ancien français rosoi, rosei « lieu où il y a des roseaux » ne soit jamais attesté avec le sens de « roseraie » dans les textes anciens, le suffixe -ETU n'est en principe jamais associé à un nom de fleur, mais au nom d'une plante, arbuste ou arbre. Ainsi le mot roseraie est-il formé sur le nom du rosier. Il n'y a en outre, pas de formation analogue dans le sud de la France, car la variante occitane rausa n'a pas le sens général qu'a le mot roseau en français et est circonscrite à une petite partie du domaine occitan, ce qui exclut encore une fois le nom de la rose commun aux deux langues.
La Lieure est une rivière du département de l'Eure dans la région Normandie et un affluent de l'Andelle, donc un sous-affluent du fleuve la Seine.

## Histoire
La commune de Rosay est partagée en deux : au bord de la rivière auprès de l'église, et 80 m plus haut, sur la plateau, où se trouve la majeure partie du village. Cela est dû au sieur de Frémont, conseiller au Parlement de Rouen et marquis de Rosay, qui vers 1730 décide de déplacer 120 maisons, afin de dégager la vue devant son château.
La richesse du patrimoine de cette région témoigne de la convoitise qu’elle suscitera auprès des rois de France, d’Angleterre et ducs de Normandie. Les seigneurs de Rosay seront des hommes d’influence : Enguerrand de Marigny sera le grand argentier de Philippe le Bel - Guillaume de Gamaches et ses trois frères combattront les Anglais aux côtés du roi Charles VII et de Jeanne d’Arc durant la Guerre de Cent Ans - Nicolas de Frémont obtiendra du roi Louis XIV, en 1680, l’érection de la terre de Rosay en marquisat - la comtesse Apollonie de Valon et son fils Bertrand participeront aux négociations de paix avec la Prusse en 1871. Le salon littéraire de la comtesse accueillera Prosper Mérimée, Guy de Maupassant, Maurice Ravel pour les plus connus. Antoine de La Mare au XVIIe siècle et Gine Delieure de nos jours seront nos poètes. Mais c’est l’abbé Bretocq, curé de 1923 à 1961, Inspecteur des Beaux-Arts et des Monuments historiques, qui conserve le souvenir le plus admiratif auprès des anciens du village.
Des générations sont restées à Rosay, vivant de la culture et de l’exploitation de la forêt sans véritablement connaître l’industrialisation.

## Politique et administration
| Période                                  | Période      | Identité                     | Étiquette | Qualité                     |
| ---------------------------------------- | ------------ | ---------------------------- | --------- | --------------------------- |
|                                          | 1810         | Philippe Saint-Martin        |           |                             |
| 1810                                     | 1827         | Antoine de Frémont           |           | Marquis de Rosay            |
| 1828                                     | 1840         | Pierre François Joseph Leroy |           | Cultivateur, propriétaire   |
| 1840                                     | 1854         | Médéric Saint-Martin         |           |                             |
| 1854                                     | 1865         | Milliard                     |           |                             |
| 1865                                     | 1881         | Louis Alexis de Valon        |           | Comte, conseiller général   |
| 1881                                     | 1882         | Lucien Crépin                |           |                             |
| 1881                                     | 1884         | Charles Crépin               |           |                             |
| 1884                                     | 1887         | Louis Alexis de Valon        |           | Comte, conseiller générall  |
| 1887                                     | 1888         | Henri Hubert                 |           |                             |
| 1888                                     | mai 1892     | René de Valon                |           | Vicomte, conseiller général |
| mai 1892                                 | 1922         | Léon Demouchy                |           |                             |
| 1922                                     | mai 1925     | Léon Parravez                |           |                             |
| mai 1925                                 | mai 1929     | Léon Bance                   |           |                             |
| mai 1929                                 | 1940         | Jules Pichard                |           |                             |
| 1940                                     | 1942         | Edmond Beauclé               |           |                             |
| 1942                                     | 1944         | Clausse                      |           | Lieutenant-colonel          |
| 1944                                     | octobre 1947 | Edmond Beauclé               |           |                             |
| octobre 1947                             | mars 1971    | Georges Soudan               |           |                             |
| mars 1971                                | mars 2001    | Jean Beharel                 |           |                             |
| mars 2001                                | mars 2008    | Marc Plaisant                |           |                             |
| mars 2008                                | mars 2014    | Edmond Lamotte               |           |                             |
| mars 2014                                | janvier 2016 | Jacques Armange              |           | Agent Technique             |
| Février 2016                             | En cours     | Pascal Beharel               | SE        | Retraité                    |
| Les données manquantes sont à compléter. |              |                              |           |                             |

## Démographie
L'évolution du nombre d'habitants est connue à travers les recensements de la population effectués dans la commune depuis 1793. Pour les communes de moins de 10 000 habitants, une enquête de recensement portant sur toute la population est réalisée tous les cinq ans, les populations de référence des années intermédiaires étant quant à elles estimées par interpolation ou extrapolation. Pour la commune, le premier recensement exhaustif entrant dans le cadre du nouveau dispositif a été réalisé en 2008.

En 2022, la commune comptait 510 habitants, en évolution de −5,03 % par rapport à 2016 (Eure : −0,25 %, France hors Mayotte : +2,11 %).
| 1793 | 1800 | 1806 | 1821 | 1831 | 1836 | 1841 | 1846 | 1851 |
| ---- | ---- | ---- | ---- | ---- | ---- | ---- | ---- | ---- |
| 753  | 722  | 664  | 685  | 882  | 952  | 919  | 900  | 907  |

| 1856 | 1861 | 1866 | 1872 | 1876 | 1881 | 1886 | 1891 | 1896 |
| ---- | ---- | ---- | ---- | ---- | ---- | ---- | ---- | ---- |
| 904  | 913  | 923  | 861  | 825  | 738  | 727  | 657  | 671  |

| 1901 | 1906 | 1911 | 1921 | 1926 | 1931 | 1936 | 1946 | 1954 |
| ---- | ---- | ---- | ---- | ---- | ---- | ---- | ---- | ---- |
| 649  | 650  | 601  | 585  | 566  | 530  | 515  | 569  | 519  |

| 1962 | 1968 | 1975 | 1982 | 1990 | 1999 | 2006 | 2008 | 2013 |
| ---- | ---- | ---- | ---- | ---- | ---- | ---- | ---- | ---- |
| 480  | 485  | 448  | 443  | 452  | 464  | 530  | 548  | 549  |

| 2018 | 2022 | - | - | - | - | - | - | - |
| ---- | ---- | - | - | - | - | - | - | - |
| 522  | 510  | - | - | - | - | - | - | - |

## Culture locale et patrimoine

### Lieux et monuments

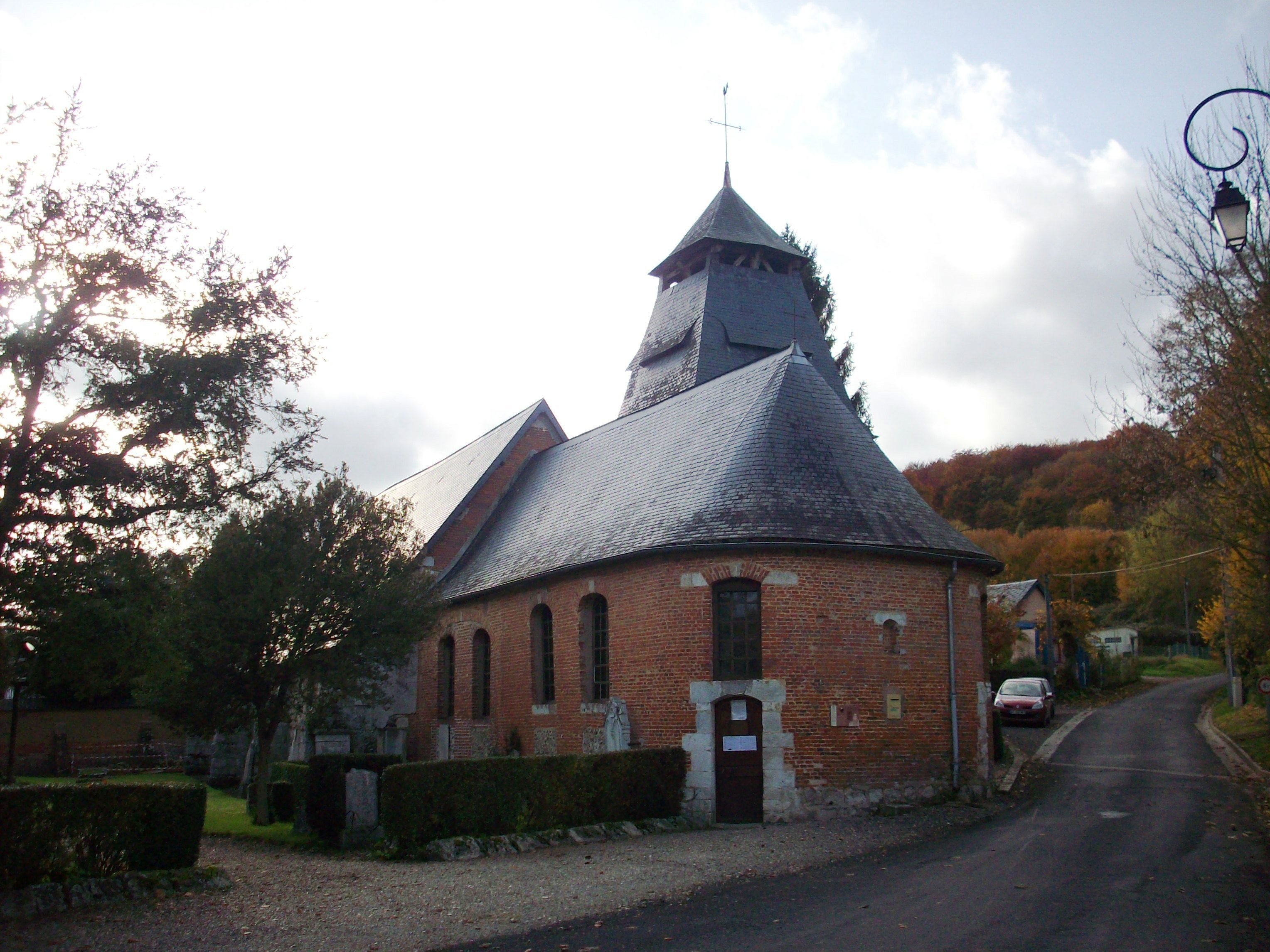
Le chevet de l'église Notre-Dame-du-Rosaire.

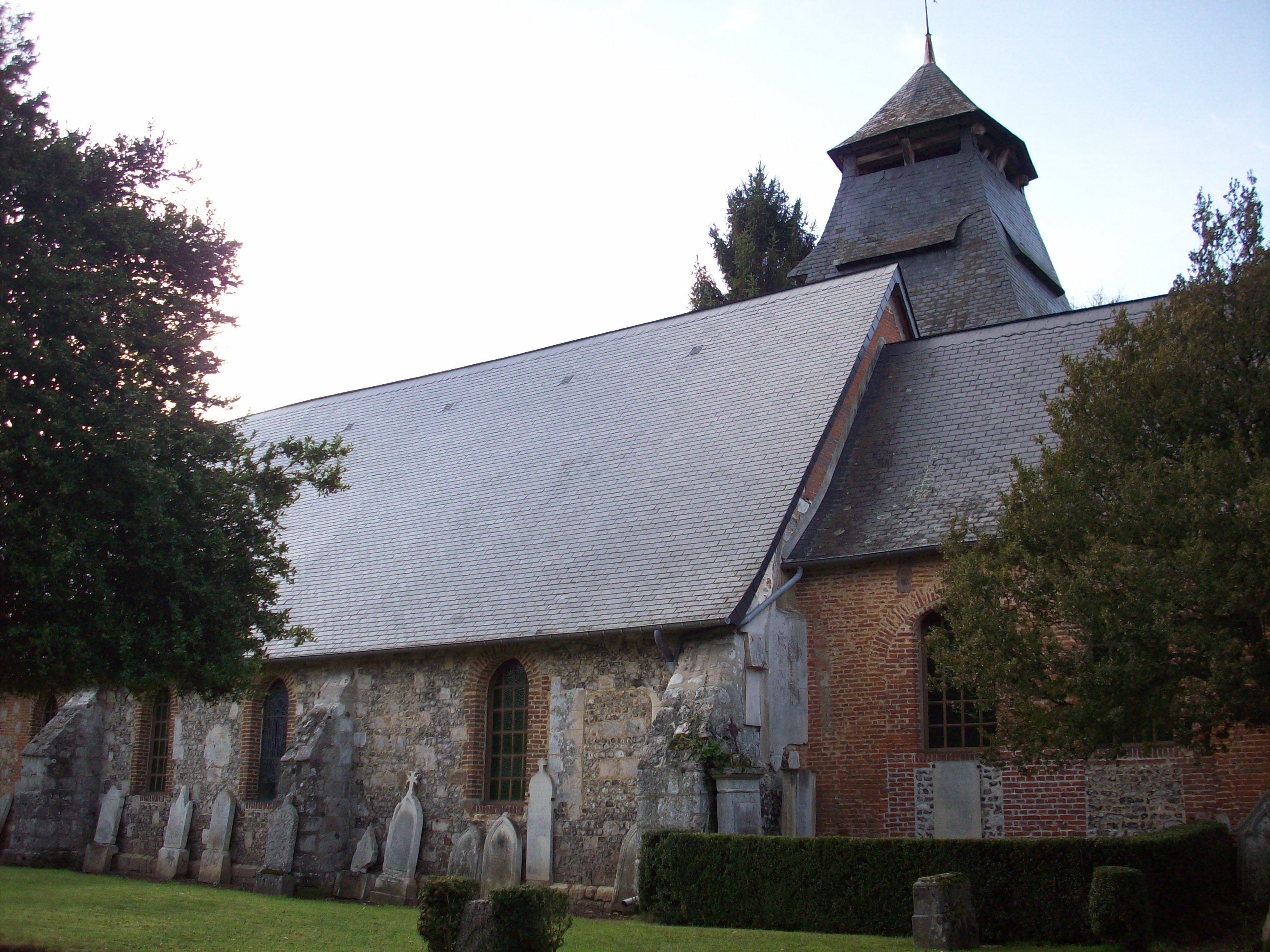
Église Notre-Dame-du-Rosaire.

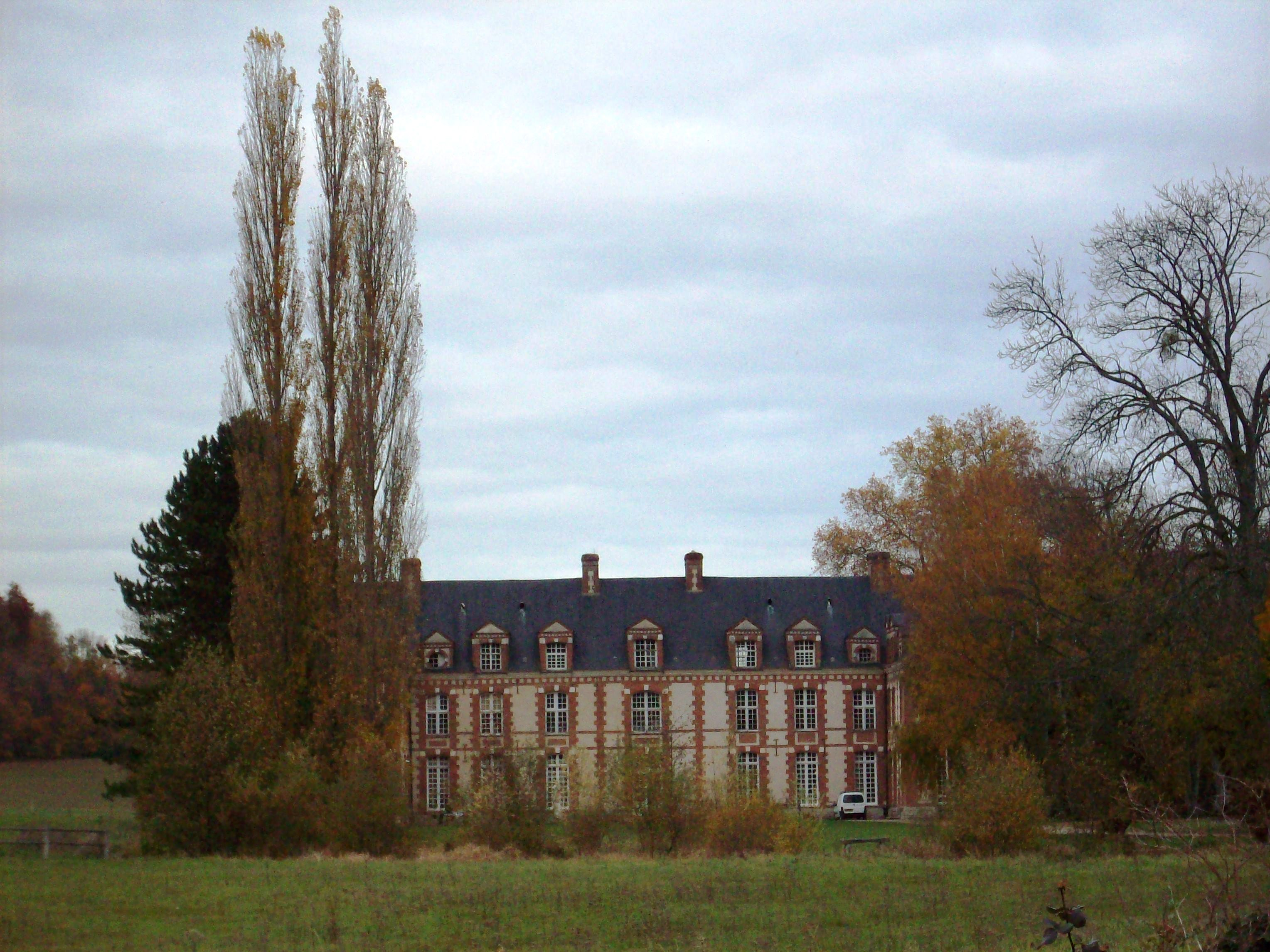
Le château de Rosay.

- L'église Notre-Dame-du-Rosaire XIIe siècle, XVIIIe siècle, sa tour et sa nef romane, son cimetière[28].
- Le calvaire face à l'église.
- Château de Rosay, début XVIIe siècle et ses dépendances (sa glacière, sa charreterie). Le château fait l'objet d’une inscription au titre des monuments historiques depuis le 31 janvier 1938[29].
- Le potager du château.
- Manoir du Chêne-Varin[30]
- Le moulin de l'église (avec sa roue à augets).
- Le moulin du Roule.
- Le moulin de la Bretèque[31].

### Patrimoine naturel

#### Site classé
- L'église Notre-Dame-du-Rosaire, ainsi que les murs et les arbres de son cimetière (six ifs, seize buis, deux lilas, trois lauriers, un saule pleureur, quatre frênes, deux lauriers, un fusain),  Site classé (1926)[32].

#### Site inscrit
- La vallée de la Lieure est un site inscrit depuis 1992 .

### Liste des curés de Rosay-sur-Lieure
- 1492 : Robert Langlois
- 1520 : Monsieur de Coquillères ; il est devenu évêque.
- 1550 : Jacques Ferré
- 1660 : Pierre Arachequesne
- 1695 : Le Coulteux, J.B. Canu
- -1704 : J. de Haymet du Haume. Il a été enterré dans l'église.
- 1705-1734 : Costard
- 1734-1749 : Le Tailleur
- 1749- : Demelle
- 1751 : Anceaux
- 1789 : Lesage
- 1801 : Louis-Jacques Bultel
- 1811-1836 : Louis-Jacques Bultel
- 1837-1845 : Belhache
- 1846-1847 : Lebrun
- 1848-1869 : Lahaye
- 1870-1877 : Servant
- 1879-1895 : Levache
- 1896-1900 : Bourdon
- 1901-1902 : Portier
- 1903 : Cormier
- 1904-1922 : Juffay
- 1923-1961 : Gabriel Bretocq
- 1962-1983 : Madou
- Claude Yves Raoul Vorimore (surnommé l'abbé Vorimore)
- Sevin
- 2005 : Planté[33]

### Personnalités liées à la commune
- Léon Chédeville (1851-1883), sculpteur né à Rosay-sur-Lieure.
- Abbé Gabriel Bretocq (1873-1961), curé de Rosay-sur-Lieure[33] et archéologue.
- Les comtes de Valon, comtes du château de Rosay[34].
- Jean Balmino (1894-1944), résistant et chef de sizaine de la région normande.
- Jacques Halbronn (1947), historien. Sa famille y avait une maison près de la mairie.